# Graisse à vide

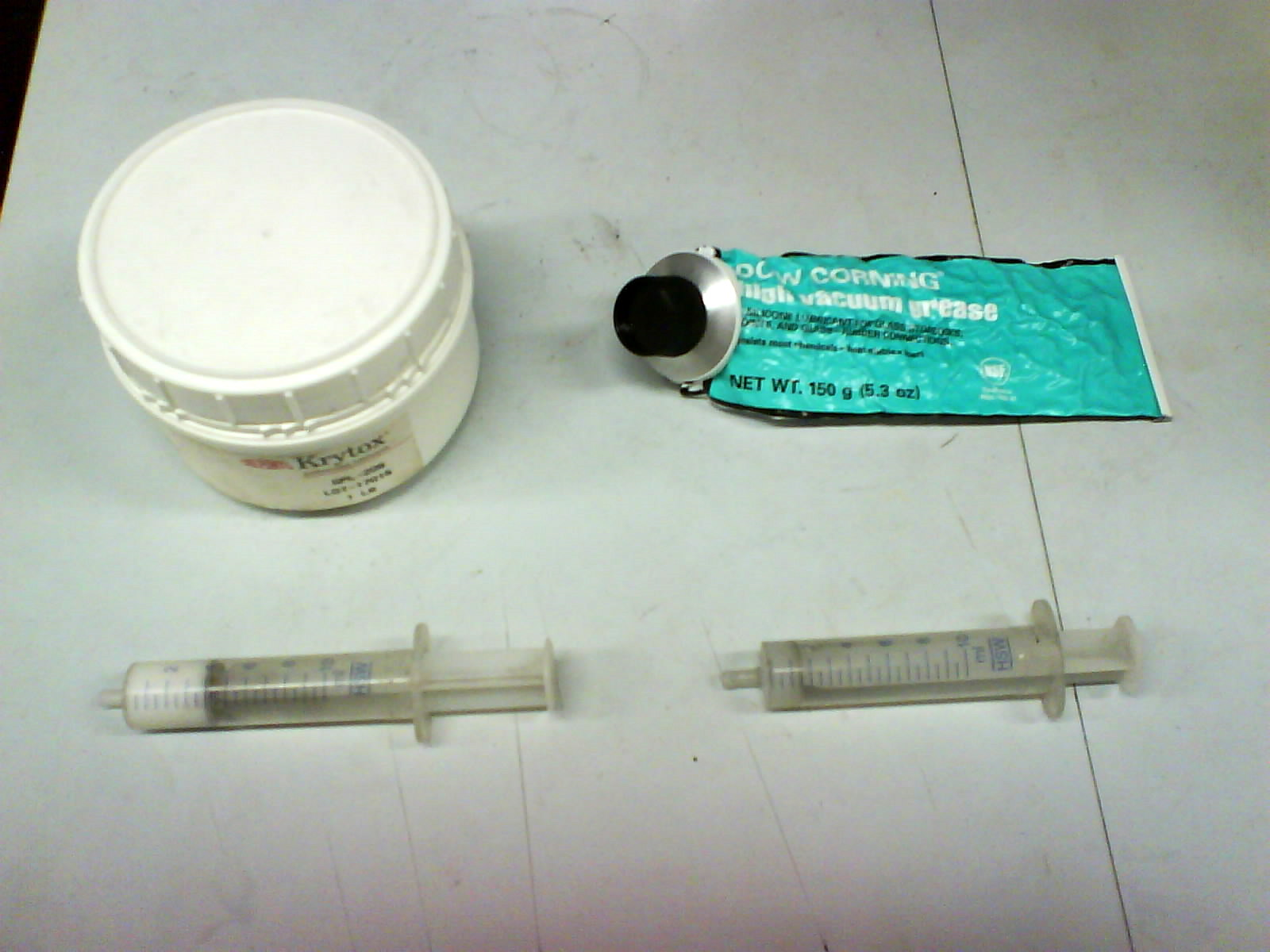
Deux exemples typiques de graisse à vide : à gauche : Krytox, à base de perfluoroalkyléthers ; à droite - Dow Corning High Vacuum Grease, à base de silicone.

Une graisse à vide est une graisse lubrifiante à faible volatilité utilisée pour lubrifier et étanchéifier les joints d'équipements mis sous vide.

## Utilisations
Les graisses à vide sont utilisées dans les industries à vide poussé et dans les laboratoires. Au laboratoire, ces graisses sont utilisées pour lubrifier les robinets et les joints en verre. Les systèmes métalliques utilisent généralement des joints en métaux mous.
Lorsque des joints toriques sont utilisés, ceux-ci ne doivent pas être graissés (dans les joints statiques au moins) car la graisse peut provoquer une déformation permanente des joints lorsqu'ils sont comprimés.
L'utilisation des graisses à vide est généralement limitée aux vides entre la pression atmosphérique et le vide poussé. Au-dessous de ce vide, l'ultravide par exemple, des problèmes de dégazage de la graisse peuvent apparaître.

## Propriétés
Les graisses à vide doivent généralement avoir les propriétés suivantes : 
- une viscosité suffisamment élevée pour que la différence de pression entre l'atmosphère et le vide ne les force pas à sortir des zones d'étanchéité ;
- une volatilité très faible ;
- une stabilité thermique élevée à basses et à hautes températures ;
- une stabilité chimique élevée.

## Composition
Pour des applications à température ambiante et à vide faible, la graisse peut être un mélange de paraffine et de vaseline.
Pour des applications à des températures très basses et très élevées, les graisses à vide peuvent être composées de silicone, de polymères aromatiques tels que les polyaryléthers ou de fluoropolymères tels que les perfluoroalkyléthers (PFPE, numéro CAS 60164-51-4). Les graisses à base de silicone peuvent par exemple être utilisées entre -40 °C et +200 °C.  Les graisses à base de perfluoroalkyléthers peuvent par exemple être utilisées entre -75 °C et +350 °C et ne sont pas inflammables même dans l'oxygène liquide et sont très résistantes aux rayonnements ionisants.